# روی هریس
روی هریس (انگلیسی: Roy Harris؛ ۱۲ فوریهٔ ۱۸۹۸ – ۱ اکتبر ۱۹۷۹) یک موسیقی‌دان و آهنگ‌ساز اهل ایالات متحده آمریکا بود.
از آثار مشهور او می‌توان به «سمفونی شماره ۳» اشاره کرد. وی یکی از برندگانِ «کمک هزینه گوگنهایم» بود.